# 赵谦 (东汉)
赵谦（2世紀—192年），字彦信，蜀郡成都人，東漢官員，位至三公。

## 生平
靈帝年間擔任汝南太守，黃巾之亂時在邵陵(今河南省漯河市郾城區東)被黃巾賊擊敗。後來轉任光祿勳，初平元年(190年)升任太尉，漢獻帝遷都長安時，趙謙受封行車騎將軍，擔任隊伍的前導，隔年被因病被罷免。

### 恪守律法
後來趙謙出任司隸校尉，當時車師王侍子受到董卓寵信，數次犯法，趙謙將其捕殺。董卓大怒，笞殺了都官從事，但因為敬畏趙謙，於是不加罪。靈帝初年謝弼因得罪宦官被曹節從子曹紹所殺，趙謙感念謝弼忠節，於是捕殺曹紹，為謝弼復仇。

### 後事
後來趙謙轉任前將軍，奉命討伐白波賊，有功，封郫侯。初平二年(191年)，董卓命趙謙說服賈龍，使其引兵攻打劉焉，響應犍為太守任岐。初平三年(192年)李傕等殺司徒王允時，以趙謙出任司徒，幾個月後因病被罷免，轉任尚書令，沒多久便去世，諡號忠侯。

## 親屬

### 祖父
- 趙戒，漢桓帝時太尉。

### 父輩
- 趙典，趙謙三叔，東漢八俊之一，位至衛尉。

### 妻
- 常紀常，蜀郡江原县（今四川省崇州市东南）人，侍中常洽之女。

### 弟
- 趙溫，漢獻帝時司徒。

### 子女
- 趙甯[4]